# Římskokatolická farnost Orlovice
Římskokatolická farnost Orlovice je územní společenství římských katolíků s farním kostelem svatého Václava v děkanátu Vyškov.

## Historie farnosti
První písemná zmínka o obci pochází z roku 1328.Kostel byl vybudován na místě předhradí hradu Orlov v roce 1785. Kdysi na témže místě stávala kaple rytířského řádu johanitů.

## Duchovní správci
Administrátorem excurrendo je od července 2014 R. D. Mgr. Jaroslav Špargl.

## Bohoslužby
| Kostel             | Místo    | Bohoslužba (den) | Hodina      | Poznámka     |
| ------------------ | -------- | ---------------- | ----------- | ------------ |
| Kostel sv. Václava | Orlovice | neděle pátek     | 11.00 16.30 | farní kostel |

## Aktivity ve farnosti
Farnost se pravidelně zapojuje do akce Tříkrálová sbírka. V roce 2018 se při ní ve Orlovicích vybralo 10 503 korun.